# Gail Jensen
Gail Jensen (* 5. Oktober 1949 in Sanger, Kalifornien; † 23. April 2010 in Fresno, Kalifornien), auch bekannt als Gail Carradine, war eine US-amerikanische Schauspielerin, Produzentin, Komponistin und Ehefrau von David Carradine.

## Schauspielkarriere
Gail Jensen widmete sich dem Schauspielern, Produzieren und Filmmusik zu komponieren. Ihren ersten Auftritt vor der Kamera hatte sie 1974 in der Fernsehserie Ein Sheriff in New York in der Rolle der Stevie. In Spider-Man – Der Spinnenmensch trat sie 1978 ebenfalls in einer Folge auf, hier in der Rolle einer Sängerin. Ihr erster Film hieß Todesschrei am Telefon (1980) wo sie die Rolle der Joyce verkörperte. In der US-Fernsehserie Ein Colt für alle Fälle hatte sie 1981 in der ersten Folge der ersten Staffel ebenfalls einen Auftritt. Im Fernsehfilm Massarati (1982), aber auch in Future Zone (1990), Angel Eyes (1993) und Secret Force (1993) hatte sie einige Auftritte. Nach Secret Force trat sie nicht mehr vor die Kamera.

## Als Produzentin und Komponistin
Bei den Filmen Future Force (1989), Future Zone (1990) und Stroker (1991) produzierte Gail Jensen jeweils auch einen Teil. Den Großteil der Produktionen übernahm jedoch nicht sie.
In dem Video Betty Boop for President (1980) war Jensen die Sängerin. Bei Ein Colt für alle Fälle (1981–1986) komponierte sie zusammen mit Glen A. Larson für 112 Folgen.

## Privatleben
Von 1986 bis 1997 war Jensen mit dem 13 Jahre älteren Schauspieler, Regisseur und Produzenten David Carradine verheiratet. Die Ehe blieb kinderlos. In Angel Eyes und Secret Force trat Jensen unter dem Namen Gail Carradine auf, ebenso wie bei Stroker.

## Filmografie
Als Schauspielerin
- 1974: Ein Sheriff in New York (McCloud; Fernsehserie, 1 Folge)
- 1978: Spider-Man – Der Spinnenmensch (The Amazing Spider-Man; Fernsehserie, 1 Folge)
- 1980: Todesschrei am Telefon (Don't Answer The Phone)
- 1981–1986: Ein Colt für alle Fälle (The Fall Guy; Fernsehserie, 1 Folge)
- 1982: Massarati and the Brain, (auch Massarati; Fernsehfilm)
- 1990: Future Zone
- 1993: Angel Eyes
- 1993: Secret Force

Als Produzentin
- 1989: Future Force
- 1990: Future Zone
- 1991: Stroker

Als Komponistin
- 1980: Betty Boop for President (Video)
- 1981–1986: Ein Colt für alle Fälle